# 美丽毛鸡爪槭
美丽毛鸡爪槭（学名：Acer pubipalmatum var. pulcherrimum）为槭树科槭属下的一个变种。

## 扩展阅读
- 維基物種上的相關：美丽毛鸡爪槭